# モハメド・デンノー
モハメド・アミヌ・デンノー（Mohamed Amine Dennoun, 1986年5月9日 - ）は、フランス・マルセイユ出身のサッカー選手。ポジションはミッドフィールダー。アルジェリアにルーツを持つ。

## 経歴
オリンピック・マルセイユの下部組織在籍中に、パリ・サンジェルマンFCとのクラシコでデビューした。

## 所属クラブ
- オリンピック・マルセイユ　2005-2010

→  FCリブルヌ・サン＝スーラン 2007-2008 (Loan)
→  アミアンSC 2009-2010 (Loan)
- アヴィロン・バイヨンヌFC　2010-2011
- ASOシュレフ 2011